# Sinagoga dos 50 Títulos
A Sinagoga dos 50 Títulos (em grego: Συναγωγή) é uma coleção sistemática de meados do século VI de cânones organizados de acordo com o conteúdo atribuída ao patriarca João III. De acordo com seu preâmbulo, ela foi precedida por outra obra com 60 Títulos. Na sinagoga estão presentes os cânones apostólicos, os cânones dos concílios de Niceia, Ancira, Neocesareia, Sérdica, Gangra, Antioquia, Laodiceia na Frígia, Constantinopla, Éfeso e Calcedônia e as cartas canônicas de Basílio, o Grande. Mais tarde o trabalho foi expandido para um Nomocano dos Cinquenta Títulos e traduzido para o eslavônico no século IX.